# 樟樹灘村協天宮

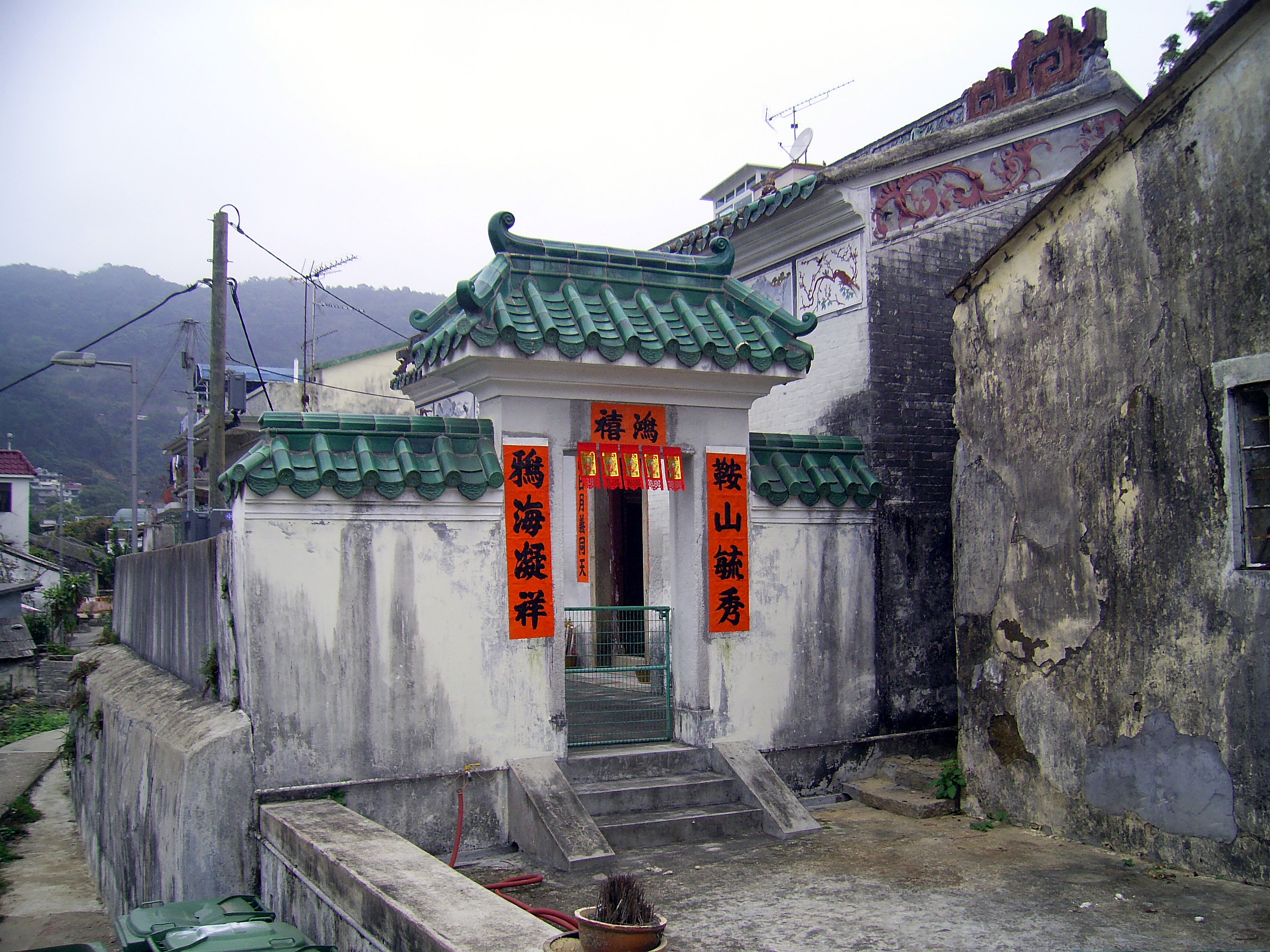
樟樹灘村協天宮

協天宮古廟位於香港新界大埔區白石角客家原居民鄉村樟樹灘村，約有四百年歷史。由溫姓始祖建立，建造日期不詳，協天宮作為樟樹灘村各個姓氏的共同建築物，在村公所出現之前，是全村包括已分拆獨立的大埔尾村的最高權力組織。現時是香港三級歷史建築物。

## 歷史
- 1898年，協天宮初時僅為小型廟宇，其後因香火鼎盛，於清朝光緒廿四年（1898年）擴建，並刻石誌其事，根據廟內於光緒戊戌年即1898年的重修碑 記載，當時捐款者地區幅員甚廣，遠至芒果（旺角），沙頭角及花地（廣州）反映樟樹灘村當時在交通及貿易網絡的重要地位及協天宮古廟香火鼎盛的盛況。

- 1911年，其後於宣统三年重修並刻石誌其事 。

- 1938年，廟旁有一所已停辦名為「樹人學校」的鄉村小學，於1938年成立，初期曾借用協天官作為校舍。

- 1939年前，即在戰前，為了向關帝表示崇敬，樟樹灘村和大埔尾村五姓村民定於每年農曆五月十三日關帝誕，例必搭棚演四日五夜粵劇神功戲，酬謝神恩及祈求來年順境。開台首日先抬出關帝神像到戲棚前的神棚安奉，並嗚鑼十三響以表恭敬。

- 1941-1945年，早期廟內有四副木刻對聯，其一：「義氣翠桃園兄弟三人三顧勤勞垂簡冊；精忠扶漢室君臣一德一生功業炳乾坤」、其二：「伐吳魏以興劉耿耿丹心昭日月；封侯王而至帝巍巍大德配乾坤」、其三：「義膽忠肝龍虎相從兄及弟；單刀匹馬華夷共仰古猶今」及其四：「千秋大義無雙士；萬古精忠第一人」，但四副木刻對聯同於日佔時期被燒燬。

- 1997年，協天宮廟重修並刻石誌其事。

- 2018年-2020年，由協天宮住持周龍于正(又名龍于正/周住持/龍師父)率領眾弟子及重修委員會展開古廟重修工程，工程分三期完成。同年第一期工程完滿結束，並在現任主持帶領眾法師舉行數十次朝神祭幽法會

- 2021年9月，為完成第二期的重修工程並加快重光步伐，古廟第二期重修工程現正展開捐獻。

- 2021年11月，協天宮獲古物古蹟辦事處舉辦的「大步大埔 ─ 古物古蹟面面觀」展覽的邀請，展出廟內具歷史代表性的文物，包括光緒二十五年彩門/樓、八方令旗、清代手造韱筒，清代寶璽盤及木架。由古廟住持周龍于正師父親自三請示神明並進行法事、擇吉日等，全程與展方緊密跟進及協調安排為香港大埔歷史文化作出巨大貢獻。

- 2022年4月，協天宮住持周龍于正（又名龍于正/周住持/龍師父）帶領眾弟子及重修委員會舉行第二期重修工程拜神動工儀式，重修工程正式展開。

- 2022年8月，協天宮舉行自二戰以來最隆重的盂蘭節法會(8月13日至14日舉行)，設大士棚，期間住持領經師依科奉行蕩穢、迎聖、豎幡、啟壇、開榜、朝參、誦經、禮懺、出巡、開位、破獄、攝召、過橋、散花、幽科、送大士、送靈等一系列科儀。祈求懺悔賜福、赦罪解厄。解脫幽魂苦與難，拔度亡靈脫化超昇。

- 2022年12月，協天宮第二期的重修工程擴展部分及外牆修葺進行中、廟外圍牆磚瓦及地面瓷磚已鋪設完成。土地公婆神像和左輔右弼星君神像已手工雕琢完成，三十三觀音法相壁畫和六十星君神像已準備在廟。

- 2023年3月，全雲石製造約2噸的土地廟已順利到達及安放於協天宮，接著安排進行土地公婆（福德正神）安座及鋪切地台安裝排水設施及道路擴闊工程等。

- 2023年5月，協天宮住持周龍于正（又名龍于正/周住持/龍師父）帶領眾弟子及重修委員會舉行第二期重修工程福德正神進伙安座開光儀式。

- 2023年8月，協天宮舉行中元盂蘭勝大法會，是次法會被譽為是武帝古廟歷三百多年來佈置壇場最為莊嚴規格最高來朝神祭幽法會，為協天宮武帝古廟重光大法會打響頭炮。

- 2024年4月，協天宮住持周龍于正（又名龍于正/周住持/龍師父）被華人廟宇委員會邀請出席【廟宇文化講座2024：樟樹灘協天宮與鄉約之關係與發展】作演講嘉賓

- 2024年4月，協天宮住持周龍于正（又名龍于正/周住持/龍師父）帶領眾弟子舉行第二期重修工程觀音殿開光大法會。

- 2024年8月，協天宮啟建一連三晝中元赦罪功德大法會，普濟眾生。

- 2024年11月，在住持周龍于正（又名龍于正/周住持/龍師父）堅持帶領下，眾弟子善信功德主終成願望，古廟由瓦頂滲漏，樹木橫生，破舊失祭，通道難行。今，經年修繕，煥然一新，聖像陞座，創建神樓，香案法器、鐘鼓金爐、圍牆山門等，修繕圓滿。並在農曆甲辰年十月十五日至十六日舉行一連二日「崇陞開光大典」虔誠恭賀古廟眾諸天列聖尊神「關聖帝君」「觀音大士」「斗姆元君」「左輔右弼星君、六十太歲、福德正神」崇陞開光古廟正式重光。

## 外部連結
- 樟樹灘鄉

- 樟樹灘村再現盂蘭盛會 （页面存档备份，存于）